# Toscanelli (cràter)
Toscanelli és un petit cràter d'impacte que es troba al nord del prominent cràter Aristarchus, a la part nord-oest de la Lluna. El cràter es troba a l'extrem sud d'una rima que discorre cap al nord. Aquesta esquerda és part d'un sistema proper que té la designació de Rimae Aristarchus. Just a sud de Toscanelli apareix una línia de falla a la superfície anomenada Rupes Toscanelli, després del cràter. Aquesta ruptura en la superfície continua cap al sud al llarg d'una distància d'uns 70 km.

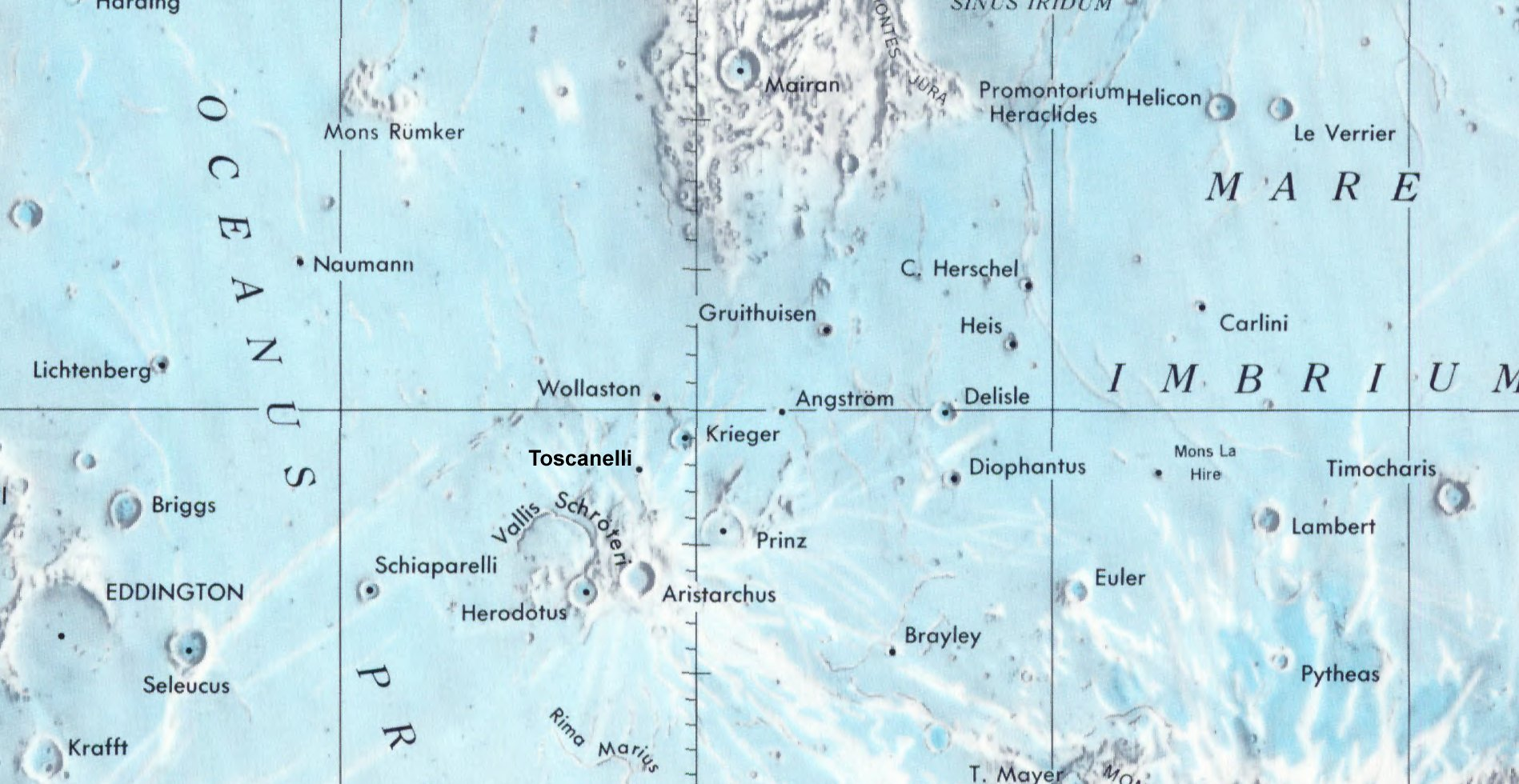
Localització de Toscanelli (centre de la imatge)
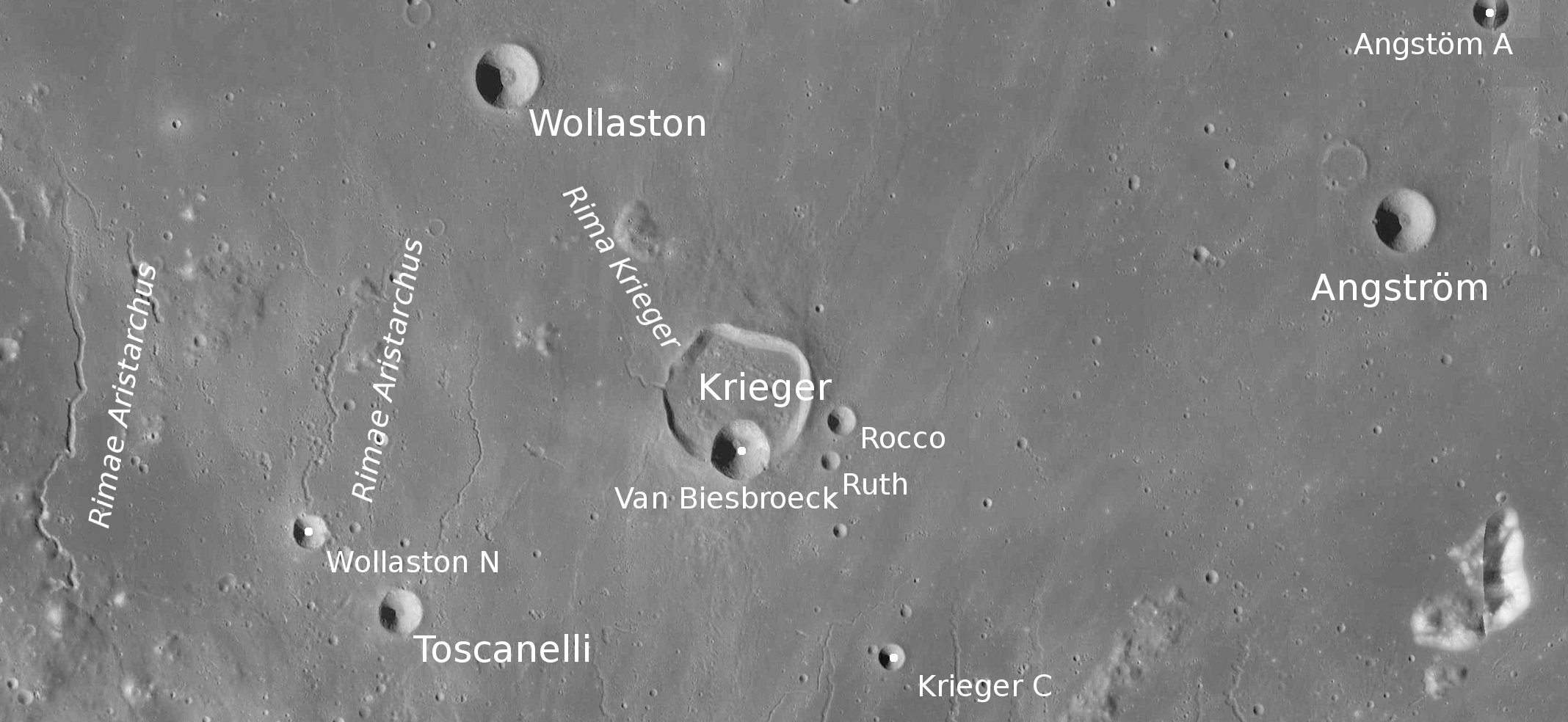
Rodalies de Toscanelli (fotografia de la missió LRO)
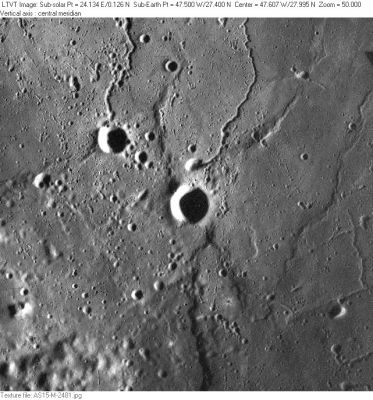
Fotografia de la missió Apollo 15

El cràter, en forma de bol, mostra un perfil nítid, sense signes d'erosió causades per altres impactes.